# 曲阿街道
曲阿街道是中华人民共和国江苏省鎮江市丹阳市下辖的一个街道办事处。
2013年9月22日，江苏省人民政府批复同意以原云阳镇的车站、双庙、华甸、善巷、史巷、晓墟、路巷、毛家、大泊、永安、嘉荟新城、高楼、前进、锦湖、练湖15个居委会区域和石潭、晓星、大泊岗、贺巷、颜春、前艾、新民、普善、东青、荆林10个村委会区域，设立曲阿街道办事处，并将司徒镇的联观、镇南、镇北、马陵、河阳、三桥6个村委会，埤城镇的祁钦、胡桥、大贡、张巷4个村委会，后巷镇的建山、其林2个村委会区域划归曲阿街道办事处，曲阿街道办事处驻金陵西路101号。

## 行政区划
曲阿街道下辖以下村级行政区划单位：
河阳村、三桥村、车站社区、双庙社区、华甸社区、善巷社区、史巷社区、晓墟社区、路巷社区、毛家社区、大泊社区、永安社区、嘉荟新城社区、高楼社区、前进社区、锦湖社区、练湖社区、石潭村、晓星村、大泊岗村、贺巷村、联观村、镇南村、镇北村、马陵村、张巷村、胡桥村、祈钦村、大贡村、其林村、建山村、颜春村、前艾村、新民村、普善村、东青村、荆林村、新源分场村、张官渡分场村、东岗分场村、龙城分场村和居安分场村。